# Medaille für hervorragende Leistungen im Bereich der haus- und kommunalwirtschaftlichen Dienstleistungen der Deutschen Demokratischen Republik
Die Medaille für hervorragende Leistungen im Bereich der haus- und kommunalwirtschaftlichen Dienstleistungen der Deutschen Demokratischen Republik war eine staatliche Auszeichnung  der Deutschen Demokratischen Republik (DDR), welche in Form einer tragbaren Medaille verliehen wurde.

## Geschichte
Gestiftet wurde die Medaille am 30. Januar 1975 in einer Stufe. Ihre Verleihung erfolgte für hervorragende Leistungen sowie langjährige verdienstvolle Tätigkeit im genannten Dienstleistungsgewerbe. Allerdings war die Höchstverleihungszahl auf 110 Träger jährlich begrenzt. Die Medaille konnte auch nur einmal an ein und dieselbe Person verliehen werden.

## Aussehen und Tragweise
Die vergoldete Medaille mit einem Durchmesser von 30 mm zeigte auf ihrem Avers mittig die verschlungenen Buchstaben DL (Dienstleistung), welche zu dreiviertel von einem modern gehaltenen oben offenen Lorbeerkranz eingefasst sind. Das Revers der Medaille zeigt dagegen oben das kleine Staatswappen der DDR und die darunter liegende fünfzeilige Aufschrift: FÜR HERVORRAGENDE / LEISTUNGEN IM BEREICH DER / HAUS- UND KOMMUNALWIRT- / SCHAFTLICHEN DIENST- / LEISTUNGEN. Getragen wurde die Medaille an der linken oberen Brustseite an einer 25 × 13 mm breiten blauen Spange, in welcher senkrecht ein 2,5 mm breiter orangefarbener Mittelstreifen eingewebt war.